# Le Pèlerinage (série télévisée)
Pour les articles homonymes, voir Le Pèlerinage.
Le Pèlerinage est un feuilleton télévisé français en 24 épisodes de treize minutes, diffusé à partir du 5 avril 1975 sur Antenne 2.

## Synopsis
Ce feuilleton raconte les mésaventures de Raymond Colbi, un chauffeur travaillant pour une scierie et dont le camion est arraisonné en pleine nuit !

## Distribution
- Jean-Claude Bouillon : Raymond Colbi
- Jean-Claude Bercq : Christiani
- Claude Carvin : Noël Falatuta
- Denise Lamy : la petite Schlumberger
- Marion Loran : Simone Keller
- Jacques Marin : Kuirin
- André Pomarat : Boehm
- Marianne Rudloff : la grande Schlumberger
- Marcel Spegt : Metzger
- Fernand Fabre : Burckhardt père
- Dinah Faust : Jeanne Burckhardt
- François Patrice : André Burckhardt
- Christine Combe : l'hôtesse de l'air
- Felice Haueser : Gretl
- Sylvie Mathuisieulx : Marie-Christine

## Fiche technique
- Scénario : Victor Harter, d'après son propre roman
- Réalisation : Henri Colpi
- Musique : Gérard Lemelle
- Format : Couleurs - 1,33:1 - Mono - 35 mm